# Ikari Warriors
Ikari Warriors, titolo originale Ikari (怒? "furia"), è un videogioco arcade pubblicato nel 1986 da SNK e successivamente convertito per numerosi home computer e console dell'epoca. Si tratta di uno sparatutto a scorrimento appartenente al filone di Commando, ovvero basato sul controllo di un combattente armato di fucile e granate, che in questo caso imita lo stile di Rambo. Particolarità di Ikari Warriors nel suo genere sono la modalità a due giocatori simultanei e il joystick arcade girevole a 360° che permette di cambiare l'orientamento dei personaggi, indipendentemente dalla loro direzione di movimento.
I seguiti del gioco furono Victory Road (1986) e Ikari III: The Rescue (1989). Un titolo molto simile della stessa SNK fu anche Guerrilla War (1987).
I due personaggi giocanti, chiamati Paul e Vince nella versione Amiga, ricompariranno nella serie della SNK The King of Fighters, dove vengono dati loro i nomi di Ralf Jones e Clark Still.

## Trama
Un aereo militare precipita nella giungla, in pieno territorio nemico. Gli unici sopravvissuti sono due soldati delle forze speciali, che devono farsi strada tra la guerriglia fino a raggiungere e salvare un alto ufficiale prigioniero.

## Modalità di gioco
L'ambiente è con visuale isometrica e scorrimento verso l'alto, con la possibilità, per brevi distanze, anche di tornare indietro (scorrere verso il basso). L'azione si svolge per la maggior parte nella giungla, tra installazioni militari e specchi d'acqua guadabili ma percorribili più lentamente.
Oltre a muovere nelle 8 direzioni (nord, nordest, ecc.), ciascun giocatore può ruotare il personaggio su sé stesso in modo indipendente nelle 8 direzioni, grazie a particolari joystick arcade con manopole girevoli (rotary joystick), già usati da SNK nel precedente TNK III. Nelle conversioni per sistemi domestici questo non è possibile e la funzionalità è assente o simulata in parte.
Il giocatore è dotato di un fucile a ripetizione e di granate, entrambi con munizioni limitate ma entrambi ricaricabili e potenziabili con i power-up. Molti bersagli sono vulnerabili solo alle granate.
I nemici includono soldati con varie armi da fuoco - ma letali anche al solo contatto essendo tutti quanti in possesso di un coltello - carri armati, elicotteri e bunker; questi ultimi una volta distrutti con le granate possono rilasciare prigionieri da salvare o power-up. Il giocatore deve poi evitare le mine, che diventano visibili solo quando si stanno per calpestare, in modo da poter evitarle all'ultimo momento. Con le granate i due giocatori possono anche uccidersi a vicenda.
Occasionalmente si può prendere il controllo di carri armati abbandonati, che proteggono dai proiettili normali e possono schiacciare la fanteria nemica, ma non attraversano i corsi d'acqua e hanno carburante limitato. Se il mezzo viene distrutto, il personaggio ha qualche istante di tempo per uscirne senza perdere la vita.
Le vite a disposizione sono 3, aumentabili al raggiungimento di determinati punteggi.

## Conversioni
Le conversioni ufficiali per piattaforme domestiche sono state numerose, pubblicate principalmente da Data East, Elite Systems e per le proprie console da Atari.
Le piattaforme sono: nel 1986 Apple II, Commodore 64, NES, nel 1987 Amstrad CPC, Commodore 16, PC booter, MSX, nel 1988 Amiga, Atari ST, ZX Spectrum, nel 1989 Atari 2600, Atari 7800.
Per Commodore 64 ci furono due edizioni molto diverse, quella del 1986 di Data East, passata inosservata, che non conservava neppure la modalità a 2 giocatori, e un'altra nel 1988 di Elite Systems, apprezzata invece dalla critica.
Versioni emulate sono apparse anche su PlayStation Network, GameTap e nella raccolta SNK Arcade Classics: Volume 0.
La principale differenza in tutte le conversioni è l'assenza del joystick girevole, e quindi generalmente il personaggio spara in modo tradizionale, nella direzione in cui cammina.
Le versioni Amstrad CPC, Atari ST, Commodore 64 (Elite Systems) e ZX Spectrum permettono di passare premendo un tasto dalla modalità in cui si spara nella direzione in cui si cammina a una modalità in cui si spara sempre nella stessa direzione (quella in cui il soldato era rivolto al momento della pressione del tasto).
La versione Atari 7800 permette di ruotare indipendentemente la torretta solo quando si controlla il carro armato.